# Lillesjön (Älgarås socken, Västergötland)
Lillesjön är en sjö i Töreboda kommun i Västergötland och ingår i Göta älvs huvudavrinningsområde. Vid provfiske har abborre, gädda och mört fångats i sjön.